# Kalanahundi, Chamarajanagar
Kalanahundi là một làng thuộc tehsil Chamarajanagar, huyện Chamarajanagar, bang Karnataka, Ấn Độ.